# Vivaha

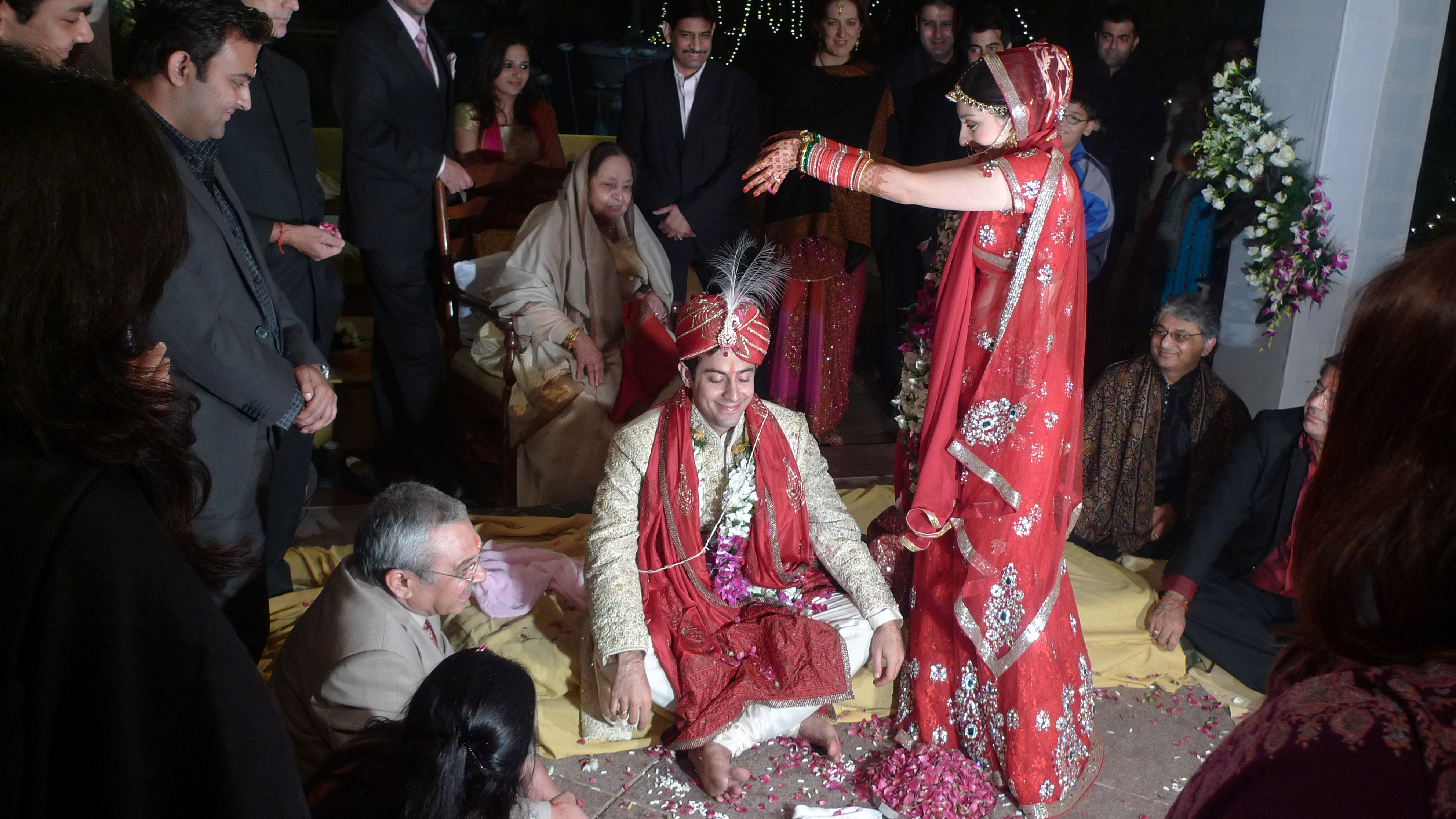
Un rituel en cours dans un mariage (Vivaha) hindou.

Le Vivaha est le mariage dans l'hindouisme et sur le sous-continent indien. Il fait partie des rites de passage de la vie: un des samskaras ; il en est même un des principaux. Cette cérémonie est remplie de symboles dès les fiançailles et après le mariage, comme les sept pas à faire par le couple pour trouver le bonheur et la prospérité, ou la méditation sur le soleil. La vie d'humain au foyer est dans la logique religieuse de l'hindouisme qui veut pourtant que tout individu atteigne l'éveil: le moksha, en suivant les ashramas. Les termes de anuloma et pratiloma sont utilisés lorsque respectivement lorsque la femme est d'une caste inférieure à son époux, ou l'inverse. Des rites autour du feu sont de mise pour cette fête sacrée.
Des lois sur le mariage sont données dans des textes de lois, tels que le Manava Dharma-shastra, en français : Lois de Manu. Le remariage normalement est proscrit, mais une veuve adoptant le shaktisme peut très bien se marier ou avoir des rapports sexuels en tant que yogini (femme pratiquant le yoga ou partenaire tantrique).